# Thomas Schelling
Thomas Crombie Schelling (Oakland, 14 april 1921 – Bethesda, 13 december 2016) was een Amerikaans econoom. Hij kreeg in 2005 de Prijs van de Zweedse Rijksbank voor economie, samen met Robert Aumann.
Schelling verkreeg zijn bachelor in de economie van de universiteit van Californië - Berkeley in 1944. Hij kreeg zijn doctoraat in de economie van Harvard in 1951. Hij diende tijdens het Marshallplan in Europa en ook in het Witte Huis. Hij schreef het meeste van zijn verhandelingen over het nationaal inkomen 's nachts wanneer hij in Europa was. Hij verliet de regering om zich bij de economische faculteit te voegen op Yale en in 1958 werd hij als hoogleraar aangesteld aan Harvard.
Schellings bekendste boek, The strategy of conflict (1960), heeft geleid tot de studie van marchanderen en strategisch gedrag. In dit boek leidt hij het concept van het focal point in, nu meestal Schelling point genoemd. Een andere noemenswaardige bijdrage aan de systeemwetenschap is zijn boek Micromotives and Macrobehavior (1978), dat de effecten van kleine individuele keuzes beschrijft die leiden tot grote (ongewenste) maatschappelijke ontwikkelingen, zoals raciale scheiding. Dit wordt als een van de eerste toepassingen van agent-gebaseerde modellen gezien. 
In 2005 won hij samen met Robert Aumann de Prijs van de Zweedse Rijksbank voor economie.
Schelling woonde in College Park. Hij werd 95 jaar oud.
1969: Frisch, Tinbergen ·
1970 : Samuelson ·
1971: Kuznets ·
1972: Hicks, Arrow ·
1973: Leontief ·
1974: Myrdal, Hayek ·
1975: Kantorovitsj, Koopmans ·
1976: Friedman ·
1977: Ohlin, Meade ·
1978: Simon ·
1979: Schultz, Lewis ·
1980: Klein ·
1981: Tobin ·
1982: Stigler ·
1983: Debreu ·
1984: Stone ·
1985: Modigliani ·
1986: Buchanan ·
1987: Solow ·
1988: Allais ·
1989: Haavelmo ·
1990: Markowitz, Miller, Sharpe ·
1991: Coase ·
1992: Becker ·
1993: Fogel, North ·
1994: Harsanyi, Nash, Selten ·
1995: Lucas ·
1996: Mirrlees, Vickrey ·
1997: Merton, Scholes ·
1998: Sen ·
1999: Mundell ·
2000: Heckman, McFadden ·
2001: Akerlof, Spence, Stiglitz ·
2002: Kahneman, Smith ·
2003: Engle, Granger ·
2004: Kydland, Prescott ·
2005: Aumann, Schelling ·
2006: Phelps ·
2007: Hurwicz, Maskin, Myerson ·
2008: Krugman ·
2009: Ostrom, Williamson ·
2010: Diamond, Mortensen, Pissarides ·
2011: Sims, Sargent ·
2012: Roth, Shapley  ·
2013: Fama, Hansen, Shiller  ·
2014: Tirole  ·
2015: Deaton  ·
2016: Hart, Holmström ·
2017: Thaler ·
2018: Nordhaus, Romer ·
2019: Banerjee, Duflo, Kremer ·
2020: Milgrom, Wilson ·
2021: Imbens, Angrist, Card ·
2022: Bernanke, Diamond, Dybvig ·
2023: Goldin ·
2024: Acemoglu, Johnson, Robinson
- Bibsys: 90192083
- Bibliothèque nationale de France: cb119239412 (data)
- Catàleg d'autoritats de noms i títols de Catalunya: 981058613083506706
- CiNii: DA00785774
- Gemeinsame Normdatei: 124591590
- International Standard Name Identifier: 0000 0001 1069 8201
- Library of Congress Control Number: n50016055
- Nationale Bibliotheek van Letland: 000065761
- Mathematics Genealogy Project: 201551
- Bibliotheek van het Japanse parlement: 01122491
- Nationale Bibliotheek van Tsjechië: vse2005315919
- Nationale bibliotheek van Australië: 35769189
- Nationale Bibliotheek van Israël: 987007302969605171
- Nationale Bibliotheek van Polen: a0000002799418
- Nationale en Universitaire bibliotheek Zagreb: 000320971
- Nederlandse Thesaurus van Auteursnamen: 068469497
- Istituto Centrale per il Catalogo Unico: MILV014289
- LIBRIS: 264232
- SNAC: w6nz9pwq
- Système universitaire de documentation: 027125831
- Trove: 1078982
- Virtual International Authority File: 71397440
- WorldCat: E39PBJvhtmKDw6KC4GYfYXrg8C